# Chak Enayetnagar
Chak Enayetnagar là một thị trấn thống kê (census town) của quận South Twentyfour Parganas thuộc bang Tây Bengal, Ấn Độ.

## Nhân khẩu
Theo điều tra dân số năm 2001 của Ấn Độ, Chak Enayetnagar có dân số 5661 người. Phái nam chiếm 50% tổng số dân và phái nữ chiếm 50%. Chak Enayetnagar có tỷ lệ 54% biết đọc biết viết, thấp hơn tỷ lệ trung bình toàn quốc là 59,5%: tỷ lệ cho phái nam là 60%, và tỷ lệ cho phái nữ là 47%. Tại Chak Enayetnagar, 17% dân số nhỏ hơn 6 tuổi.